# Náhradní obvod
Náhradní obvod je v elektrotechnice teoretický obvod, který zachovává veškeré důležité elektrické charakteristiky daného obvodu. Náhradní schéma je grafické zobrazení náhradního obvodu. Náhradní obvody se často používají pro zjednodušení výpočtů, a obecně pro umožnění analýzy obvodu. Složitý původní obvod, jehož chování nemusí být plně známé, je nahrazen snadno srozumitelnou reprezentací, které umožňuje výpočty jeho chování. Náhradní obvod je nejčastěji tvořen pouze pasivními (lineárními) prvky. Používají se však i složitější náhradní obvody, které aproximují i nelineární chování obvodů. Takové složitější obvody se často nazývají makromodely původního obvodu. Příkladem makromodelu je Boyleův obvod pro Operační zesilovač 741.

## Skutečnost a model
Různé části celého obvodu se často navzájem ovlivňují. Chování elektrických součástek je často závislé na několika veličinách (např. proud, frekvence, teplota) a musí být popsáno několika parametry. Nelineární vztahy komplikují matematické zpracování. To může znemožňovat pochopení činnosti obvodu.
Náhradní schéma je často zjednodušením skutečnosti, které představuje kompromis mezi snadnou manipulací a přesným popisem systému. Je otázkou požadované přesnosti, jaké zjednodušení je možné. Náhradní schéma je praktické především tehdy, když se od skutečného obvodu liší pouze velikostí chyb měření a tolerancí součástek.
Teorie obvodů definuje pro vytváření náhradních schémat modely ideálních součástek, jejichž dokonalé realizace neexistují, ale usnadňují popis skutečného chování a jeho matematické zpracování. Pro simulaci skutečného chování se používají náhradní obvody z idealizovaných prvků, jako jsou zdroj napětí, zdroj proudu a lineární odpory.

Náhradní schéma skutečného zdroje napětí (se spotřebičem)

Je docela možné, že prvek náhradního schématu jako samostatná součástka neexistuje. Například odpor {\displaystyle R_{\text{i}}} na prvním obrázku obvykle není tak diskrétní jako skutečný rezistor.

Sériové náhradní schéma skutečného kondenzátoru

## Modelování

### Příklady modelování součástek
- Zdroj elektrické energie, i když není ideální, může být reprezentován jako lineární zdroj napětí nebo lineární zdroj proudu.
- Elektrické vedení často není ideální a bezztrátové, ale jeho chování lze charakterizovat náhradním schématem s měrnými parametry vedení.
- Reproduktory lze popsat komplexní impedancí.
- Kondenzátory lze při vyšších frekvencích popsat LRC-obvodem.
- Elektrické stroje jako například třífázové synchronní motory nebo transformátory mohou být popsány náhradním schématem. Jejich provozní chování lze odvodit z ekvivalentních schémat zapojení a znázornit je pomocí vektorových diagramů.

### Příklady modelování obvodů
- Pro elektronické obvody se často používá pouze chování v blízkosti pracovního bodu. Příslušné náhradní schéma se pak nazývá náhradní schéma pro malé signály. V takovém případě se pracuje s linearizovanými parametry součástek. Díky tomu je možné např. bipolární tranzistor, který se vyznačuje nelineární charakteristickou křivkou, nahradit ohmickým odporem a zdrojem proudu.[4]

- Není jednoduché pochopit Wheatstoneův můstek, který je zobrazen vlevo.

Wheatstoneův můstek

Náhradní schéma můstku realizované zdrojem napětí s ekvivalentním zapojením voltmetru

Vzhledem k jeho výstupnímu napětí {\displaystyle U_{5}} lze můstek nahradit lineárním zdrojem napětí. Spolu s náhradním schématem skutečného voltmetru je výsledkem obrázek vpravo. Podmínky pro napětí naprázdno {\displaystyle U_{5}}, odpor zdroje {\displaystyle R_{q}} a nakonec měřitelné napětí {\displaystyle U_{\mathrm {5,M} }} lze nalézt v souvisejícím článku.
Tyto rovnice platí bez aproximací. Pouze pokud by byla {\displaystyle U_{5}} vynesena jako funkce změny odporu, je třeba použít linearizaci v blízkosti pracovního bodu, pro který se používá vyvážený stav.

## Historie
Metodu náhradního schématu nebo ekvivalentních obvodů zavedl Charles Proteus Steinmetz na konci 19. století zpočátku pro výpočet transformátorů a na začátku 20. století ji aplikoval na trojfázové stroje. Po první světové válce začalo být běžné vytváření náhradních schémat elektronek, aby bylo možné modelovat chování těchto neideálních a nelineárních součástek obvodem tvořeným ideálními prvky a vypočítat jeho vlastnosti. Heinrich Georg Barkhausen zavedl rozlišování mezi schématem vysokofrekvenčního a nízkofrekvenčního obvodu.

## Příklady

### Théveninův a Nortonův ekvivalent
Jedním z nejpřekvapivějších zjištění teorie lineárních obvodů je možnost nahradit libovolný obvod se dvěma svorkami, bez ohledu na to, jak složitě se chová, obvodem tvořeným pouze zdrojem a impedancí, který může mít jeden ze dvou forem:
- Théveninův ekvivalent – libovolný lineární obvod se dvěma svorkami lze nahradit jediným zdrojem napětí a sériovou impedancí.
- Nortonův ekvivalent – libovolný lineární obvod se dvěma svorkami lze nahradit zdrojem proudu a paralelní impedancí.

Samotná impedance však může mít libovolnou složitost (protože je funkcí frekvence) a nemusí být zjednodušitelná na jednodušší tvar.

### Stejnosměrné a střídavé náhradní obvody
Díky principu superpozice jsou v lineárních obvodech výstupní hodnoty obvodu rovny sumě stejnosměrné složky a střídavé složky. Proto se stejnosměrná a střídavá odezva obvodu často analyzují nezávisle s použitím dvou různých náhradních obvodů pro stejnosměrný a pro střídavý signál, které mají pro tyto složky stejnou odezvu jako původní obvod. Výsledná odezva se spočítá sečtením stejnosměrné a střídavé odezvy:
- Stejnosměrný náhradní obvod lze zkonstruovat nahrazením všech kapacit rozpojením, indukčností zkraty, a omezením zdrojů střídavého proudu k nule (nahrazením zdrojů střídavého napětí zkraty a zdrojů střídavého proudu rozpojením).
- Střídavý náhradní obvod lze zkonstruovat omezením všech stejnosměrných zdrojů proudu na nulu (nahrazením stejnosměrných zdrojů napětí zkratem a stejnosměrných zdrojů proudu otevřeným obvodem).

Častým rozšířením této techniky na nelineárních obvody s malým signálem je zahrnutí aktivních prvků, jako jsou elektronky nebo tranzistory, s linearizací jejich chování okolo stejnosměrného pracovního bodu použitím náhradního obvodu pro střídavý proud provedené výpočtem náhradní impedance aktivních prvků v pracovním bodě pro malý signál střídavého proudu.

### Dvojbranové obvody
Lineární obvody se čtyřmi svorkami, u nichž je signál přiveden na jeden pár svorek a výstup je odebírán z druhého páru, se často modelují jako dvojbrany. Ty lze reprezentovat jednoduchými náhradními obvody tvořenými impedancí a závislým zdrojem. Aby mohly být analyzovány jako dvojbrany, musí proudy tekoucí obvodem vyhovovat portové podmínce: proud vstupující do jedné svorky portu musí být roven proudu, který vystupuje druhou svorkou téhož portu. Linearizací nelineárních obvodů v okolí jejich pracovního bodu lze takovou dvojbranovou reprezentaci vytvořit pro tranzistory; příkladem je Giacolettův model a model bipolárního tranzistoru s h-parametry.

### Zapojení do trojúhelníku a zapojení do hvězdy
Ve trojfázových obvodech lze tři fáze zdroje propojit se třemi fázemi zátěže dvěma různými způsoby, které se nazývají zapojení do „trojúhelníku“ a zapojení do „hvězdy“. Převod mezi náhradními obvody do hvězdy a do trojúhelníku, který lze provést pomocí transformace hvězda-trojúhelník, někdy může zjednodušit analýzu obvodů.

## Biologie
Ekvivalentní obvody lze použít pro elektrický popis a modelování buď a) spojitých materiálů nebo biologických systémů, jimiž proud ve skutečnosti neprotéká definovanými obvody nebo b) distribuovaných reaktancí, které jsou např. přítomné v elektrických vedeních anebo vinutích, které nereprezentují skutečné diskrétní komponenty. Například cytoplazmatickou membránu lze modelovat elektrickou kapacitou (která modeluje lipidovou dvouvrstvu) paralelně s kombinací rezistoru a stejnosměrného zdroje napětí (tj. iontovými kanály poháněnými iontovým gradientem na membráně).